# Num Lock

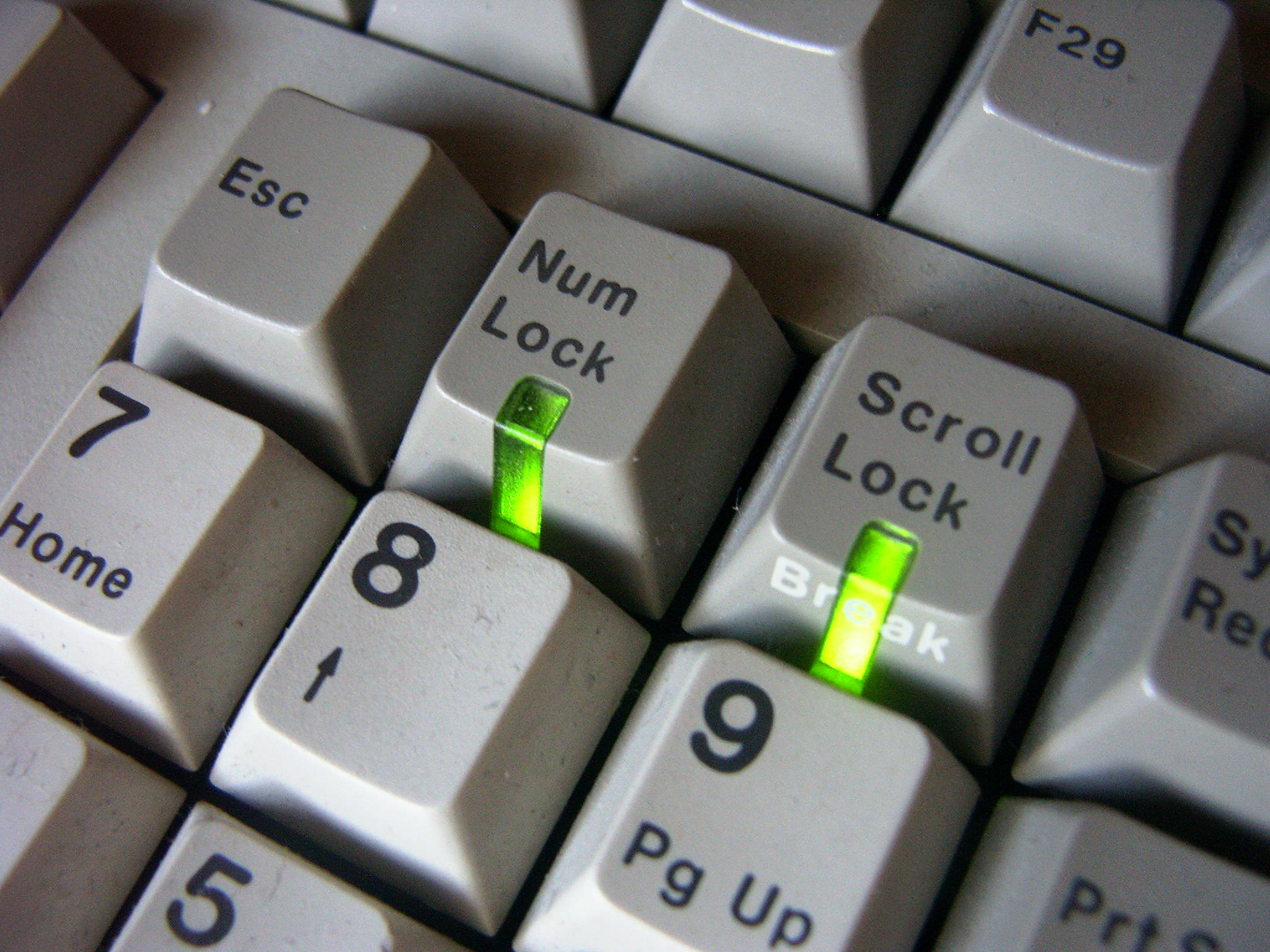
Klawisz na klawiaturze

Num Lock – jeden z klawiszy klawiatury komputerowej. Naciśnięcie go włącza klawiaturę numeryczną (klawisze znajdujące się zazwyczaj po prawej stronie klawiatury: cyfry od 0 do 9, znaki +, -, /, ., * oraz ↵ Enter). Sygnalizowany jest on zazwyczaj zapaleniem diody na klawiaturze. Ponowne naciśnięcie klawisza wyłącza klawiaturę numeryczną, przywracając poprzednie funkcje klawiszy (tożsame z klawiszami Insert, Delete oraz klawiszami nawigacyjnymi – Home, Page Up, End, Page Down i strzałkami ↑, →, ↓, ←).